# Dan + Shay

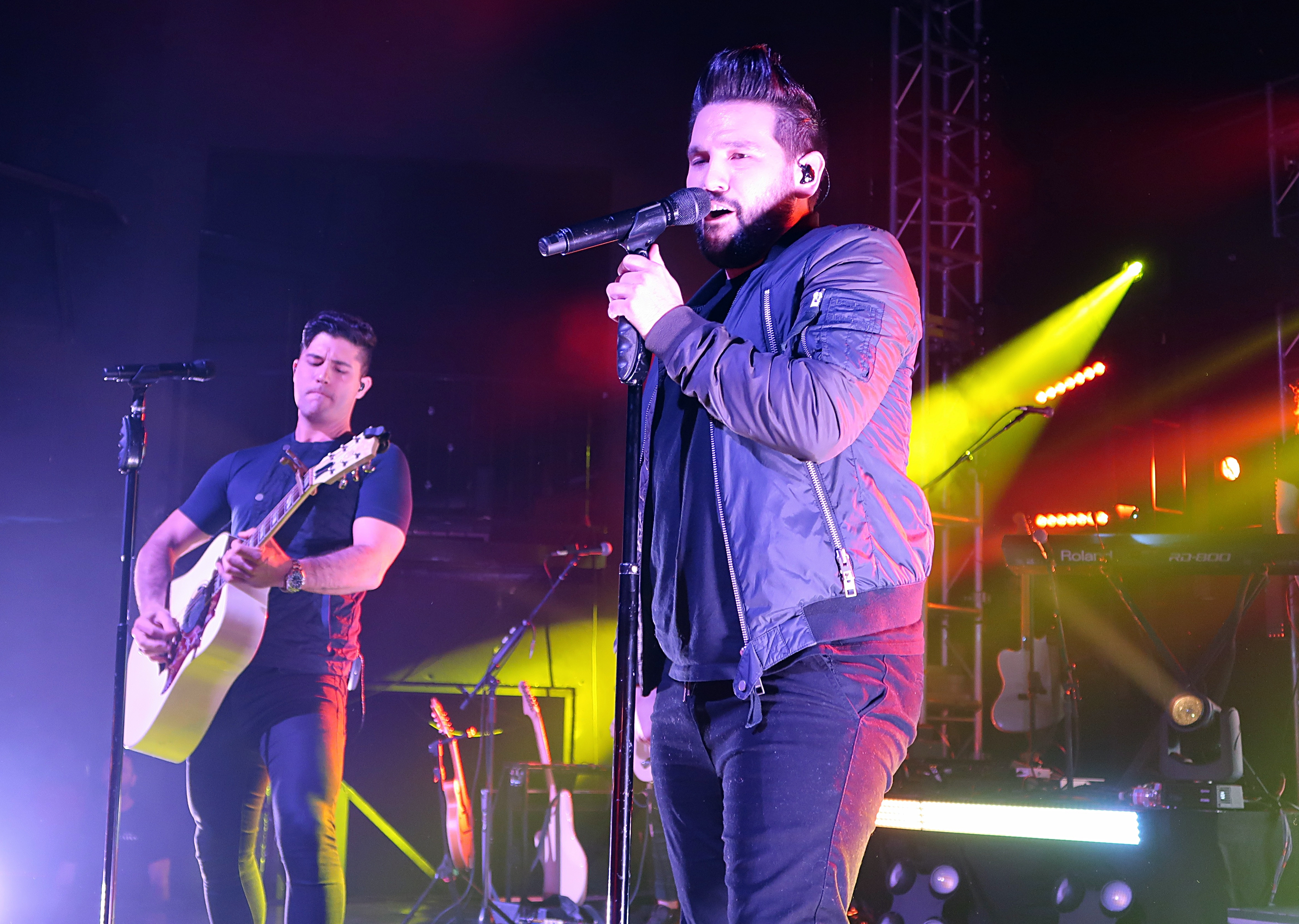
Dan + Shay (2017)

Dan + Shay sind ein US-amerikanisches Countrypopduo.

## Bandgeschichte
Daniel Smyers stammt aus Pennsylvania im Nordosten der Vereinigten Staaten, Shay Mooney aus dem südlichen Staat Arkansas. Beide machten von Jugend an Musik und schrieben auch eigene Songs. Beide gingen nach der Schule nach Nashville, wo sie sich im Dezember 2012 kennenlernten und sich als Duo zusammenschlossen.
Bereits im Jahr darauf unterschrieben Dan + Shay einen Plattenvertrag mit Warner und veröffentlichten ihre erste, gemeinsam mit Danny Orton geschriebene Single 19 You + Me. Damit kamen sie nicht nur auf Anhieb in die Top 10 der US-Countrycharts, sondern auch bis auf Platz 42 der offiziellen Singlecharts. Das Lied verkaufte sich über eine Million Mal und wurde mit Platin ausgezeichnet. Im April 2014 veröffentlichten sie ihr Debütalbum Where It All Began und erreichten damit die Nummer-eins-Position in den Countrycharts. Es brachte zwei weitere Chartsingles, darunter den Top-5-Hit Nothin’ like You, der mit einer Goldenen Schallplatte ausgezeichnet wurde.
Das zweite Album Obsessed veröffentlichte das Duo Mitte 2016 und hatte damit das zweite Top-10-Album in den Billboard 200. In den Countrycharts verpassten sie um einen Platz ihre zweite Nummer eins. Mit dem Song From the Ground Up stießen sie bis auf Platz 3 der Countrycharts vor und erreichten mit einer Goldenen Schallplatte ihre dritte Singleauszeichnung.
Bei den CMA Awards wurden sie von 2014 bis 2016 dreimal in der Kategorie Gesangsduo des Jahres nominiert, blieben aber ohne Auszeichnung.
2020 wurden sie bei den Grammy Awards für die Single Speechless mit dem Grammy Award for Best Country Duo/Group Performance ausgezeichnet.

## Mitglieder
- Daniel Smyers (* in Wexford, Pennsylvania)
- Shay Mooney (* in Natural Dam, Arkansas)

## Diskografie

### Studioalben
| Jahr | Titel                                       | Höchstplatzierung, Gesamtwochen, AuszeichnungChartplatzierungen (Jahr, Titel, Platzierungen, Wochen, Auszeichnungen, Anmerkungen) | Höchstplatzierung, Gesamtwochen, AuszeichnungChartplatzierungen (Jahr, Titel, Platzierungen, Wochen, Auszeichnungen, Anmerkungen) | Anmerkungen                              |
| Jahr | Titel                                       | US | Country | Anmerkungen                              |
| ---- | ------------------------------------------- | --- | --- | ---------------------------------------- |
| 2014 | Where It All Began                          | US6 Gold · (13 Wo.)US | Country1 (47 Wo.)Country | Erstveröffentlichung: 1. April 2014      |
| 2016 | Obsessed                                    | US8 Gold · (15 Wo.)US | Country2 (48 Wo.)Country | Erstveröffentlichung: 3. Juni 2016       |
| 2018 | Dan + Shay                                  | US6 ×2Doppelplatin · (124 Wo.)US                                                                                                  | Country1 (195 Wo.)Country | Erstveröffentlichung: 22. Juni 2018      |
| 2021 | Good Things                                 | US6 Platin · (15 Wo.)US | Country2 (37 Wo.)Country | Erstveröffentlichung: 13. August 2021    |
| 2023 | Bigger Houses                               | US34 (1 Wo.)US | Country9 (1 Wo.)Country | Erstveröffentlichung: 15. September 2023 |
| 2024 | It’s Officially Christmas: The Double Album | US88 (4 Wo.)US | Country44 (1 Wo.)Country | Erstveröffentlichung: 18. Oktober 2024   |

### Singles
| Jahr | Titel Album                                                                           | Höchstplatzierung, Gesamtwochen, AuszeichnungChartplatzierungen (Jahr, Titel, Album, Platzierungen, Wochen, Auszeichnungen, Anmerkungen) | Höchstplatzierung, Gesamtwochen, AuszeichnungChartplatzierungen (Jahr, Titel, Album, Platzierungen, Wochen, Auszeichnungen, Anmerkungen) | Höchstplatzierung, Gesamtwochen, AuszeichnungChartplatzierungen (Jahr, Titel, Album, Platzierungen, Wochen, Auszeichnungen, Anmerkungen) | Höchstplatzierung, Gesamtwochen, AuszeichnungChartplatzierungen (Jahr, Titel, Album, Platzierungen, Wochen, Auszeichnungen, Anmerkungen) | Höchstplatzierung, Gesamtwochen, AuszeichnungChartplatzierungen (Jahr, Titel, Album, Platzierungen, Wochen, Auszeichnungen, Anmerkungen) | Höchstplatzierung, Gesamtwochen, AuszeichnungChartplatzierungen (Jahr, Titel, Album, Platzierungen, Wochen, Auszeichnungen, Anmerkungen) | Anmerkungen                                                        |
| Jahr | Titel Album                                                                           | DE | AT | CH | UK | US | Country | Anmerkungen                                                        |
| --- | ------------------------------------------------------------------------------------- | --- | --- | --- | --- | --- | --- | ------------------------------------------------------------------ |
| 2013 | 19 You + Me Where It All Began                                                        | — | — | — | — | US42 ×2Doppelplatin · (18 Wo.)US | Country7 (26 Wo.)Country | Erstveröffentlichung: 14. Oktober 2013                             |
| 2014 | Show You Off Where It All Began                                                       | — | — | — | — | US— GoldUS | Country29 (27 Wo.)Country | Erstveröffentlichung: 12. Mai 2014                                 |
| 2015 | Nothin’ like You Where It All Began                                                   | — | — | — | — | US51 ×2Doppelplatin · (19 Wo.)US | Country5 (37 Wo.)Country | Erstveröffentlichung: 23. Februar 2015                             |
| 2016 | From the Ground Up Obsessed                                                           | — | — | — | — | US48 ×3Dreifachplatin · (16 Wo.)US | Country3 (30 Wo.)Country | Erstveröffentlichung: 5. Februar 2016                              |
| 2016 | How Not To Obsessed                                                                   | — | — | — | — | US57 Platin · (14 Wo.)US | Country7 (37 Wo.)Country | Erstveröffentlichung: 26. September 2016                           |
| 2017 | When I Pray for You The Shack: Music from and Inspired by the Original Motion Picture | — | — | — | — | — | Country39 (3 Wo.)Country | Erstveröffentlichung: 3. Februar 2017                              |
| 2018 | Tequila Dan + Shay                                                                    | — | — | — | UK— SilberUK | US21 ×8Achtfachplatin · (50 Wo.)US | Country1 (66 Wo.)Country | Erstveröffentlichung: 10. Januar 2018 Grammy (Country Performance) |
| 2018 | Speechless Dan + Shay                                                                 | — | — | — | — | US24 ×7Siebenfachplatin · (40 Wo.)US | Country1 (56 Wo.)Country | Erstveröffentlichung: 6. August 2018 Grammy (Country Performance)  |
| 2019 | All to Myself Dan + Shay                                                              | — | — | — | — | US31 ×3Dreifachplatin · (20 Wo.)US | Country3 (36 Wo.)Country | Erstveröffentlichung: 11. Februar 2019                             |
| 2019 | 10,000 Hours Good Things                                                              | DE47 (5 Wo.)DE | AT18 (5 Wo.)AT | CH21 (9 Wo.)CH | UK19 Platin · (9 Wo.)UK | US4 ×5Fünffachplatin · (30 Wo.)US | Country1 (31 Wo.)Country | Erstveröffentlichung: 4. Oktober 2019 mit Justin Bieber            |
| 2020 | I Should Probably Go to Bed Good Things                                               | — | — | — | — | US28 ×2Doppelplatin · (24 Wo.)US | Country4 (26 Wo.)Country | Erstveröffentlichung: 31. Juli 2020                                |
| 2020 | Take Me Home for Christmas –                                                          | — | — | — | — | US48 Gold · (4 Wo.)US | Country2 (5 Wo.)Country | Erstveröffentlichung: 6. November 2020                             |
| 2020 | Christmas Isn’t Christmas –                                                           | — | — | — | — | — | Country34 (3 Wo.)Country | Erstveröffentlichung: 20. November 2020                            |
| 2021 | Glad You Exist Good Things                                                            | — | — | — | — | US21 ×2Doppelplatin · (29 Wo.)US | Country2 (30 Wo.)Country | Erstveröffentlichung: 5. Februar 2021                              |
| 2021 | Good Things                                                                           | — | — | — | — | — | Country31 (6 Wo.)Country | Erstveröffentlichung: 15. Juli 2021 Promosingle                    |
| 2021 | Lying Good Things                                                                     | — | — | — | — | — | — | Erstveröffentlichung: 29. Juli 2021 Promosingle                    |
| 2021 | Steal My Love Good Things                                                             | — | — | — | — | US98 Gold · (1 Wo.)US | Country26 (29 Wo.)Country | Erstveröffentlichung: 13. August 2021                              |
| 2021 | Pick Out a Christmas Tree –                                                           | — | — | — | — | US63 Gold · (5 Wo.)US | Country6 (6 Wo.)Country | Erstveröffentlichung: 3. November 2021                             |
| 2021 | Officially Christmas –                                                                | — | — | — | — | — | Country33 (3 Wo.)Country | Erstveröffentlichung: 10. Dezember 2021                            |
| 2022 | You Good Things                                                                       | — | — | — | — | US87 Gold · (1 Wo.)US | Country22 (20 Wo.)Country | Erstveröffentlichung: 18. Juli 2022                                |
| 2022 | Holiday Party –                                                                       | — | — | — | — | — | Country33 (2 Wo.)Country | Erstveröffentlichung: 4. November 2022                             |
| 2023 | Save Me the Trouble Bigger Houses                                                     | — | — | — | — | US38 Gold · (13 Wo.)US | Country11 (26 Wo.)Country | Erstveröffentlichung: 14. Juli 2023                                |
| Folgende Lieder erschienen nicht als Single, wurden aber durch das Album zum Download und Streaming bereitgestellt und konnten somit eine Platzierung erlangen: |                                                                                       | | | | | | |                                                                    |
| |                                                                                       | | | | | | |                                                                    |
| 2014 | What You Do to Me Where It All Began                                                  | — | — | — | — | — | Country39 (5 Wo.)Country |                                                                    |
| 2016 | Already Ready Obsessed                                                                | — | — | — | — | — | Country44 (1 Wo.)Country |                                                                    |
| 2018 | Alone Together Dan + Shay                                                             | — | — | — | — | US— GoldUS | Country39 (2 Wo.)Country |                                                                    |
| 2018 | Keeping Score Dan + Shay                                                              | — | — | — | — | US— GoldUS | Country32 (2 Wo.)Country | feat. Kelly Clarkson                                               |
| 2018 | What Keeps You Up at Night Dan + Shay                                                 | — | — | — | — | — | Country50 (1 Wo.)Country |                                                                    |
| 2024 | Bigger Houses                                                                         | — | — | — | — | US91 (… Wo.)US | Country20 (15 Wo.)Country |                                                                    |

## Auszeichnungen für Musikverkäufe
| Goldene Schallplatte - Brasilien - 2020: für die Single 10,000 Hours - Kanada - 2023: für das Album Obsessed - 2023: für das Album Where It All Began - 2023: für die Single Good Things - 2023: für die Single Steal My Love - 2023: für die Single You - 2023: für die Single Show You Off - Neuseeland - 2021: für das Album Dan + Shay - Norwegen - 2020: für die Single 10,000 Hours - Portugal - 2021: für die Single 10,000 Hours - Schweden - 2019: für die Single 10,000 Hours - Spanien - 2024: für die Single 10,000 Hours Platin-Schallplatte - Dänemark - 2021: für die Single 10,000 Hours - Japan - 2024: für das Streaming 10,000 Hours - Kanada - 2023: für das Album Good Things - 2023: für die Single 19 You + Me - 2023: für die Single Alone Together - 2023: für die Single How Not To - 2023: für die Single I Should Probably Go to Bed - 2023: für die Single Nothin’ Like You - 2023: für das Lied Keeping Score | 2× Platin-Schallplatte - Australien - 2020: für die Single 10,000 Hours - 2020: für die Single Tequila - Kanada - 2023: für die Single From the Ground Up - 2023: für die Single Glad You Exist - 2023: für das Album Dan + Shay - Neuseeland - 2024: für die Single Tequila 3× Platin-Schallplatte - Kanada - 2023: für die Single All To Myself - Neuseeland - 2023: für die Single 10,000 Hours 6× Platin-Schallplatte - Kanada - 2023: für die Single Speechless 8× Platin-Schallplatte - Kanada - 2023: für die Single 10,000 Hours Diamantene Schallplatte - Kanada - 2023: für die Single Tequila |

Anmerkung: Auszeichnungen in Ländern aus den Charttabellen bzw. Chartboxen sind in ebendiesen zu finden.
| Land/RegionAuszeichnungen für Musikverkäufe (Land/Region, Auszeichnungen, Verkäufe, Quellen) | Silber  | Gold       | Platin       | Diamant  | Verkäufe   | Quellen              |
| -------------------------------------------------------------------------------------------- | ------- | ---------- | ------------ | -------- | ---------- | -------------------- |
| Australien (ARIA)                                                                            | —       | —          | 4× Platin4   | —        | 280.000    | aria.com.au          |
| Brasilien (PMB)                                                                              | —       | Gold1      | —            | —        | 20.000     | pro-musicabr.org.br  |
| Dänemark (IFPI)                                                                              | —       | —          | Platin1      | —        | 90.000     | ifpi.dk              |
| Japan (RIAJ)                                                                                 | —       | —          | Platin1      | —        | —          | riaj.or.jp           |
| Kanada (MC)                                                                                  | —       | 6× Gold6   | 30× Platin30 | Diamant1 | 3.440.000  | musiccanada.com      |
| Neuseeland (RMNZ)                                                                            | —       | Gold1      | 5× Platin5   | —        | 157.500    | radioscope.co.nz NZ2 |
| Norwegen (IFPI)                                                                              | —       | Gold1      | —            | —        | 30.000     | ifpi.no              |
| Portugal (AFP)                                                                               | —       | Gold1      | —            | —        | 5.000      | Einzelnachweise      |
| Schweden (IFPI)                                                                              | —       | Gold1      | —            | —        | 40.000     | sverigetopplistan.se |
| Spanien (Promusicae)                                                                         | —       | Gold1      | —            | —        | 30.000     | elportaldemusica.es  |
| Vereinigte Staaten (RIAA)                                                                    | —       | 10× Gold10 | 38× Platin38 | —        | 43.000.000 | riaa.com             |
| Vereinigtes Königreich (BPI)                                                                 | Silber1 | —          | Platin1      | —        | 800.000    | bpi.co.uk            |
| Insgesamt                                                                                    | Silber1 | 22× Gold22 | 80× Platin80 | Diamant1 |            |                      |